# Seavington St Mary
Seavington St Mary est une paroisse civile et un village du Somerset, en Angleterre.